# 斯里蘭卡足球協會
斯里蘭卡足球協會是專門管轄斯里蘭卡足球事務的組織。該組織成立於1939年，並在1952年和1969年加入國際足協及亞洲足協。

## 外部連結
- 官方網頁 （页面存档备份，存于）
- 國際足協網頁 （页面存档备份，存于）
- 亞洲足協網頁 （页面存档备份，存于）